# Yvon Mallette
Yvon Mallette (* 1. April 1935 in Montreal) ist ein kanadischer Animator.

## Leben
Mallette studierte an der École des Beaux Arts in Montreal und arbeitete anschließend in einer Werbefirma. Er kam 1958 zum National Film Board of Canada, wo er zunächst im Dokumentarfilmbereich arbeitete. Erst 1964 schloss er sich der Animationsfilmgruppe unter der Leitung von Robert Verrall an, zeichnete die Hintergründe für verschiedene Filme und führte 1967 bei seinem ersten Animationsfilm Boomsville Regie. In den folgenden Jahren war Mallette sowohl im Dokumentar- als auch im Animationsfilmbereich aktiv. Sein größter Regie-Erfolg wurde der Film The Family That Dwelt Apart, der in Koproduktion mit Robert Verrall entstand und 1974 für einen Oscar in der Kategorie Bester animierter Kurzfilm nominiert wurde. 

## Filmografie (Auswahl)
- 1967: The War of 1812: Causes and Consequences, 1783–1818
- 1968: Boomsville
- 1969: Charley Squash Goes to Town
- 1973: The Family That Dwelt Apart
- 1977: Spinnolio
- 1978: Soils of Canada
- 1990: Silence the Earth
- 1991: The Aquanaut
- 1991: Mirrors of Time
- 1992: To See the World